# Straška Gorca
Straška Gorca – wieś w Słowenii, w gminie Šentjur. W 2018 roku liczyła 86 mieszkańców.